# Boufedjoukh

Le boufedjoukh est un condiment traditionnel algérien, à base de piment, ail, sel et huile d'olive.

## Origine
Ce condiment est originaire de l'Aurès.

## Préparation et conservation

### Préparation
Le boufedjoukh est obtenu par un procédé de trituration. Sa préparation se fait avec le mehraz, une sorte de mortier, ustensile de cuisine traditionnel algérien. L'opération consiste à concasser, à l'aide du pilon, des gousses d’ail avec du gros sel, puis d'ajouter des piments verts préalablement lavés, épépinés et coupés grossièrement. L'écrasement des matières doit continuer jusqu’à l’obtention d’un hachis assez régulier et à la consistance pâteuse.

### Conservation
Après la trituration et l'obtention du résultat souhaité, le produit est mis dans des pots totalement secs et entièrement couvert d'une quantité d’huile d’olive. Les pots sont fermés hermétiquement et réservés durant une semaine au frais jusqu’à ce que la préparation prenne une couleur dorée. La préparation peut se conserver pour une longue période à l'abri de l'humidité.

## Utilisation
On utilise ce condiment pour relever certains plats traditionnels à base de pâtes maison, comme le couscous, l’aïch (berkoukes), la mahdjouba, la chakhchoukha, et pour la préparation des tajines, et comme une entrée froide semblable au hmiss.